# Fédération française de la montagne et de l’escalade
Die Fédération Française de la Montagne et de l’Escalade (FFME; dt.: Französischer Berg- und Kletterverband) mit Sitz in Paris ist ein Verein zur Förderung nichtmotorisierter alpiner Sportarten, speziell in den Bereichen Bergsteigen, Canyoning, Klettern, Expeditionen, Bergwandern und -touren, Schneeschuhwandern und -touren, sowie Skitouren.
Die FFME ist assoziiertes Mitglied im Nationalen Olympischen Komitee, dem CNOSF, Mitgliedsverband in der International Federation of Sport Climbing, der International Ski Mountaineering Federation und war Mitglied der UIAA. Zum FFME gehört unter anderem die Société des Touristes du Dauphiné (STD).

## Geschichte
Vom Sportoberkommissariat (Haut Commissariat aux Sports) wurde der ursprüngliche Verband, zusätzlich zum bereits bestehenden Club Alpin Français (CAF), im Jahr 1942 unter der Bezeichnung Fédération Française de la Montagne (FFM) gegründet. Zur damaligen Zeit wurde die Förderung des Sports in Frankreich neu organisiert. Zunächst bestand der Wunsch, den Club Alpin Français in einen Bergsportverband umzuwandeln. Aufgrund von Vorbehalten des bereits lange bestehenden CAF wurde jedoch mit der Gründung der damaligen FFM eine bis heute anhaltende parallele Struktur geschaffen. Beide Organisationen verfolgen seitdem geringfügig unterschiedliche Ansätze in der Förderung des Bergsports.
Die FFME gibt selbst als Gründungsjahr 1945 an. In jenem Jahr wurde der FFM die Organisation des Bergsportes per Erlass übertragen.
Im Jahr 1985 wurde die Fédération française d’escalade (FFE) gegründet, die bereits im Jahr 1986 als Veranstalter von Kletterwettkämpfen in Erscheinung trat. 1987 schlossen sich die Fédération française de la montagne (FFM) und die Fédération française d’escalade (FFE) zur Fédération française de la montagne et de l’escalade (FFME) zusammen. In den Jahren 2002/2003 scheiterte das Bestreben, die FFME mit dem CAF zu verschmelzen.
2002 unterstützte die FFME den International Council for Ski Mountaineering Competitions (ICSM) bei der Durchführung der ersten Weltmeisterschaft im Skibergsteigen in Frankreich.
Präsident ist seit 2005 Pierre You. Bei der Generalversammlung der FFME im März 2013 in Avon-Fontainebleau wurde er mit über 55 Prozent der Stimmen im Amt bestätigt.

## Aufgaben und Ziele
Die FFME verfügt in Frankreich über den staatlichen Auftrag, folgende Sportarten zu organisieren und zu fördern:
- Sportklettern
- Canyoning
- Skibergsteigen
- Schneeschuhwandern.

Die FFME entwickelt gleichermaßen zugehörige Disziplinen weiter wie den Alpinismus einschließlich des Bergwanderns und führt Expeditionen durch, wobei sie bzw. ihre Vorläuferorganisation FFM an zahlreichen Besteigungen weltweit beteiligt war, darunter die Erstbesteigung der Annapurna im Jahr 1950.
Neben der Ausbildung der französischen Nationalmannschaften der Kletterer, Skiwanderer und der Jugendmannschaft der Bergsteiger organisiert die FFME Wettkämpfe und Meisterschaften und bildet Anfänger sowie Kampfrichter aus. Sie setzt sich gemeinsam mit anderen Institutionen, beispielsweise anderen Verbänden, örtlichen Partnern und der CIPRA, für den freien Zugang zu Übungsplätzen ein.
Mitglieder der FFME sind ca. 1000 Vereine auf dem Gebiet Frankreichs mit rund 100.000 Mitgliedern. Die Arbeit vor Ort erfolgt in 86 Regionalgruppen (comités territoriaux). Das Budget lag im Jahr 2017 bei 6,6 Millionen Euro.

## Nationale Bestenlisten
Die FFME veröffentlicht jährlich nationale Bestenlisten im Sportklettern und im Bereich Skialpinismus. Diese Klassements dienen neben der reinen Auflistung der besten französischen Sportler auch der Bildung der jeweiligen Nationalmannschaften.

## Weltmeisterschaften im Sportklettern
Die Fédération française de la montagne et de l’escalade organisierte die Kletterweltmeisterschaft 2012. Im Februar 2010 war sie bei der Generalversammlung der International Federation of Sport Climbing hierfür ausgewählt worden.
Die Kletterweltmeisterschaft fand vom 12. bis zum 16. September 2012 im Palais Omnisports de Paris-Bercy in Paris statt. Die International Federation of Sport Climbing (IFSC) hatte die Ausrichtung nach Paris vergeben und gab der FFME damit ein weiteres Mal eine wichtige Aufgabe, nach der Ausrichtung der Europameisterschaft im Klettern in Paris 2008. Bei dieser Weltmeisterschaft sahen 16.000 Zuschauer bei den Wettkämpfen in den verschiedenen Disziplinen 512 Sportler, davon 62 in den Wettbewerben des Behindertensports, aus insgesamt 56 Nationen.
Bei der Generalversammlung des IFSC 2012 wurde die FFME erneut ausgewählt, um die Jugendweltmeisterschaft im Sportklettern vom 20. bis 24. September 2014 in Nouméa zu organisieren. Rund 500 Sportler aus mehr als 50 Ländern nahmen teil.

## Expeditionskader
Um Nachwuchs für alpines Klettern und Expeditionen zu fördern, wurde der Expeditionskader gegründet. Lise Billon leitet innerhalb der FFME den Expeditionskader für Frauen (Équipe Nationale d'Alpinisme Féminin), der 2007 gegründet wurde. In diesen werden junge talentierte Kletterinnen aufgenommen, die bereits hervorragende Leistungen in Fels und Eis erbrachten. Ziel des Kaders ist es, diese Bergsteigerinnen dahin gehend auszubilden und zu unterstützen, um zur Weltklasse aufzusteigen und entsprechende Expeditionen durchführen zu können. Das Programm ist eine Art Bergsteigerinnen-Nationalmannschaft und umfasst sechs Teilnehmerinnen, die über drei Jahre gefördert und von Billon gecoacht werden. Seit der Gründung dieses Teams hat sich die Zahl der Frauen, die in Frankreich das Bergführerdiplom abgelegt haben, verdoppelt – ein Erfolg, an dem Billon maßgeblich beteiligt war.

## Annapurna Expedition 1950
Unter der Leitung von Lucien Devies organisierte die FFM im Frühsommer 1950 die erfolgreiche Erstbesteigung der Annapurna mit den Teilnehmern Maurice Herzog, Louis Lachenal, Lionel Terray, Gaston Rébuffat, Marcel Ichac (ein Pionier des Bergfilms), Jean Couzy, Marcel Schatz, Jacques Oudot (Arzt) und Francis de Noyelle (Organisation). Die Vermarktung dieser ersten erfolgreichen Besteigung eines Achttausenders überhaupt wurde zu einem finanziellen Erfolg. Vorträge, das Buch Annapurna, premier 8000 (dt.: Annapurna. Erster Achttausender) von Maurice Herzog, der Bildband Regards vers l’Annapurna, der Film Victoire sur l’Annapurna von Marcel Ichac u. a. brachten erhebliche Einnahmen, die der FFM in den Folgejahren die Ausrüstung weiterer Expeditionen ermöglichte.